# Bülent Korkmaz
Bülent Korkmaz (Malatya, 24 de novembro de 1968) é um ex-futebolista e treinador de futebol turco. Atualmente, está sem clube.
Considerado jogador de um só clube, atuou durante toda a sua carreira profissional no Galatasaray entre 1987 e 2005, tendo vencido ao longo de sua passagem de quase duas décadas pelo clube um total de 23 títulos oficiais entre competições nacionais e continentais, sendo 9 Campeonatos Turcos, 6 Copas da Turquia e 6 Supercopas da Turquia, além de 1 Copa da UEFA e 1 Supercopa da UEFA.

## Carreira como jogador
Seu ingresso no futebol ocorreu em 1979, aos 11 anos, justamente nas categorias de base do Galatasaray onde atuou inicialmente como goleiro. Entretanto, seu treinador à época disse que ele não era adequado para essa posição no campo, de modo que ele foi transferido para a posição de volante e, posteriormente, fixou-se como  zagueiro.
Aos 16 anos, teve a oportunidade de transferir-se para o Bayer Leverkusen. No entanto, permaneceu no Galatasaray, onde foi promovido ao time principal em 1987. Logo no início de sua carreira profissional, chegou a disputar as semifinais da Taça dos Clubes Campeões Europeus de 1988–89, ocasião em que o Galatasaray foi derrotado pelo Steaua Bucareste pelo placar agregado de 5–1.

## Recordes e grandes momentos
Tornou-se o 13° jogador turco a disputar 100 partidas oficiais por competições europeus nas competições europeias, terminando sua carreira com a marca de 102 jogos disputados pelo Galatasaray, onde tanto o jogador quanto o clube alcançaram o auge de suas histórias ao sagrarem-se campeões da Copa da UEFA de 1999–00 e a Supercopa da UEFA de 2000, feitos até hoje jamais alcançados por nenhum outro clube turco.
Inclusive, na final da Copa da UEFA de 1999–00 disputada entre Galatasaray e Arsenal, teve seu ombro foi deslocado em um forte contato físico com um jogador da equipe adversária, mas mesmo assim se recusou a deixar o jogo, fazendo com que os médicos do clube improvisassem o atendimento ao prender seu ombro deslocado junto ao peito, condição que o permitiu retornar à partida, ajudando a sua equipe a vencer a competição por 4–1 na disputa por pênaltis após empate em 0–0 no tempo regulamentar e na prorrogação.
Entretanto, diante da gravidade da lesão, acabou sendo cortado da Seleção Turca pelo então treinador Senol Günes e não disputou a Eurocopa de 2000.

## Passagem pela seleção e reconhecimento
Atuou também na Seleção Turca entre 1990 e 2005, tendo disputado como titular a Eurocopa 1996 e a Copa do Mundo de 2002.
Em 2001, foi escolhido para integrar a Seleção da FIFA, onde disputou uma partida amistosa contra uma seleção formada por jogadores do Japão e da Coreia do Sul, que seriam anfitriões da Copa do Mundo do ano seguinte.
Ele aposentou-se como jogador no final da temporada 2004–05, tendo jogado um total de 102 partidas oficiais pela Seleção Turca de Futebol.

## Títulos e campanhas de destaque

### Seleção Turca
- Copa do Mundo FIFA (3º lugar): 2002
- Copa das Confederações FIFA (3º lugar): 2003

### Galatasaray

#### Títulos Oficiais

##### Internacionais
- Copa da UEFA (1): 1999–00
- Supercopa da UEFA (1): 2000

##### Nacionais
- Campeonato Turco (9): 1986–87, 1987–88, 1992–93, 1993–94, 1996–97, 1997–98, 1998–99, 1999–00 e 2001–02
- Copa da Turquia (6): 1990–91, 1992–93, 1995–96, 1998–99, 1999–00 e 2004–05
- Supercopa da Turquia (6): 1987, 1988, 1991, 1993, 1996 e 1997

#### Outras Conquistas
- Copa TSYD (6): 1987–88, 1991–92, 1992–93, 1997–98, 1998–99 e 1999–00